# Vitaa et Slimane
Vitaa et Slimane (souvent typographié Vitaa & Slimane) était un duo musical français composé de Vitaa et Slimane entre 2018 et 2022.
En 2018 et 2019, le groupe est coach pour l'émission The Voice Belgique et The Voice Kids Belgique.

## Biographie

### Débuts
Vitaa est née le 14 mars 1983 dans le Haut-Rhin, de son père d'origine française et sa mère d'origine italienne. Elle a grandi dans la région du Beaujolais, puis déménage à Chevinay. Elle se fait connaître grâce à sa collaboration dans le titre Confessions nocturnes de Diam's.
Slimane est né le 13 octobre 1989 et a grandi en Seine-et-Marne, de parents d'origine algérienne, de la région de Bouchagroune. Il se fait connaître grâce à sa victoire à la cinquième saison de The Voice : La Plus Belle Voix et à son titre Paname et devient disque de platine.
Ils sortent leur premier titre Je te le donne en 2018 qui se verra plus tard disque de diamant. Ils sortent ensuite VersuS, issu de leur album du même nom. Ils sortent ensuite Ça va ça vient en 2019.

### VersuS(2019-2020)
À la suite du succès du titre Je te le donne, les deux artistes décident de composer un album en duo intitulé VersuS dont la sortie a eu lieu le 22 août 2019.
Le 25 juillet 2019, ils décident de dévoiler la tracklist de VersuS. Le 23 août 2019, ils décident de sortir leur premier album VersuS, qui est composé de 19 titres, dont composé de six artistes invités : Amel Bent, Camille Schneyder, Camélia Jordana, Gims, Kendji Girac et Sola. Après deux mois de sortie, le projet est certifié disque de diamant. L'album entre directement à la première place des ventes en France et est rapidement certifié triple disque de platine, grâce aux singles Ça va ça vient, Avant toi et Pas beaux.
La réédition de l'album intitulée VersuS : Chapitre II est sortie le 2 octobre 2020, rajoutant 10 titres et 1 artiste invité : Dadju.
Vitaa a publié sur son compte Instagram un cliché en studio accompagné du chanteur M. Pokora, un duo (trio) serait alors en préparation. En fait, il n'y a pas de trio parce que ce cliché provenait des images pour l'enregistrement des musiques françaises du film Les Trolls 2 : Tournée mondiale. Le duo de chanteurs (collaboration avec Slimane) dévoile le premier single de cette nouvelle édition Ça ira le 14 août 2020.
L’ultime réédition de l'album intitulée VersuS: L’ultime Chapitre est sortie le 25 novembre 2021, rajoutant leurs 11 plus grands titres en versions lives issus de leur tournée, le VersuS tour

### Séparation (2021)
Au NRJ Music Awards 2021, les deux artistes ont annoncé la fin de leur duo après 3 ans de collaboration. Les deux chanteurs reprendront leurs carrières solos respectives.

## Discographie

### Albums studio
| Titre                                                             | Détails de l'album | Meilleure position | Meilleure position | Meilleure position | Meilleure position | Meilleure position | Ventes                                                | Certifications                                     |
| Titre                                                             | Détails de l'album | FRA                | WAL                | FLA                | ALL                | CH                 | Ventes                                                | Certifications                                     |
| ----------------------------------------------------------------- | --- | ------------------ | ------------------ | ------------------ | ------------------ | ------------------ | ----------------------------------------------------- | -------------------------------------------------- |
| VersuS                                                            | - Sortie : 23 août 2019 - Label : Mercury Records, Play Two - Format : CD, téléchargement digital                        | 1                  | 1                  | 78                 | 99                 | 6                  | France : 1 000 000 Belgique : 30 000 Export : 132 097 | France: Diamant Belgique: Platine Export : Platine |
| VersuS : Chapitre II                                              | - Sortie : 2 octobre 2020 - Label : Island Def Jam, Universal, Mercury, Play Two - Format : CD, téléchargement digital   | —                  | —                  | —                  | —                  | 16                 | —                                                     | —                                                  |
| VersuS : L’ultime Chapitre                                        | - Sortie : 25 novembre 2021 - Label : Island Def Jam, Universal, Mercury, Play Two - Format : CD, téléchargement digital |                    |                    |                    |                    |                    |                                                       |                                                    |
| « — » indique que l'album n'est pas sorti ou classé dans le pays. | |                    |                    |                    |                    |                    |                                                       |                                                    |

### Singles
- 2018 : Je te le donne  Diamant
- 2019 : VersuS  Or
- 2019 : Ça va ça vient  Diamant
- 2019 : Avant toi  Diamant
- 2020 : Pas beaux  Or
- 2020 : Ça ira Or
- 2020 : De l'or Or
- 2021 : XY Or
- Non exploité en single : Fais comme ça (feat Kendji Girac)  Or

## Tournée
- VersuS Tour

## Distinctions et nominations

### Distinctions
| Album/concours                            | Prix/récompense                                             | Date de la remise du prix |
| ----------------------------------------- | ----------------------------------------------------------- | ------------------------- |
| NRJ Music Awards 2019                     | Performance francophone de la soirée pour (Ça va ça vient). | 10 novembre 2019          |
| NRJ Music Awards 2020                     | Performance francophone de la soirée pour (Avant toi).      | 5 décembre 2020           |
| 35e cérémonie des Victoires de la musique | Chanson originale pour (Ça va ça vient).                    | 14 février 2020           |
| NRJ Music Awards 2020                     | Clip de l'année pour (Ça ira).                              | 5 décembre 2020           |
| Chanson de l’Année 2020                   | Chanson francophone de l'année pour (Avant toi).            | 5 décembre 2020           |
| NRJ Music Awards 2020                     | Groupe/duo francophone de l'année.                          | 5 décembre 2020           |
| NRJ Music Awards 2021                     | Clip de l'année pour (De l’or).                             | 20 novembre 2021          |
| NRJ Music Awards 2021                     | Groupe/duo francophone de l'année.                          | 20 novembre 2021          |
| W9 d’or 2021                              | Tournée de l'année                                          | 16 décembre 2021          |